# Krans (ljusfenomen)
För ringen av växtmaterial med samma namn, se krans.

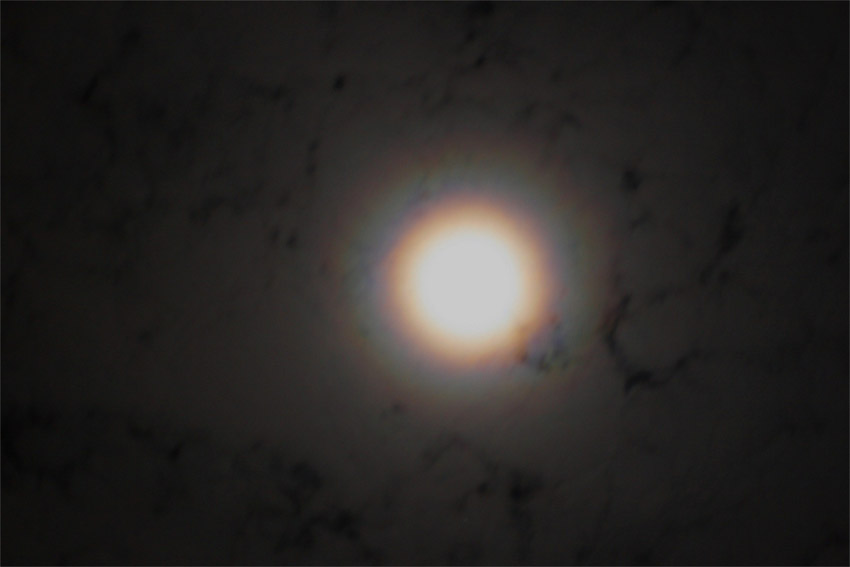
En krans kring månen.

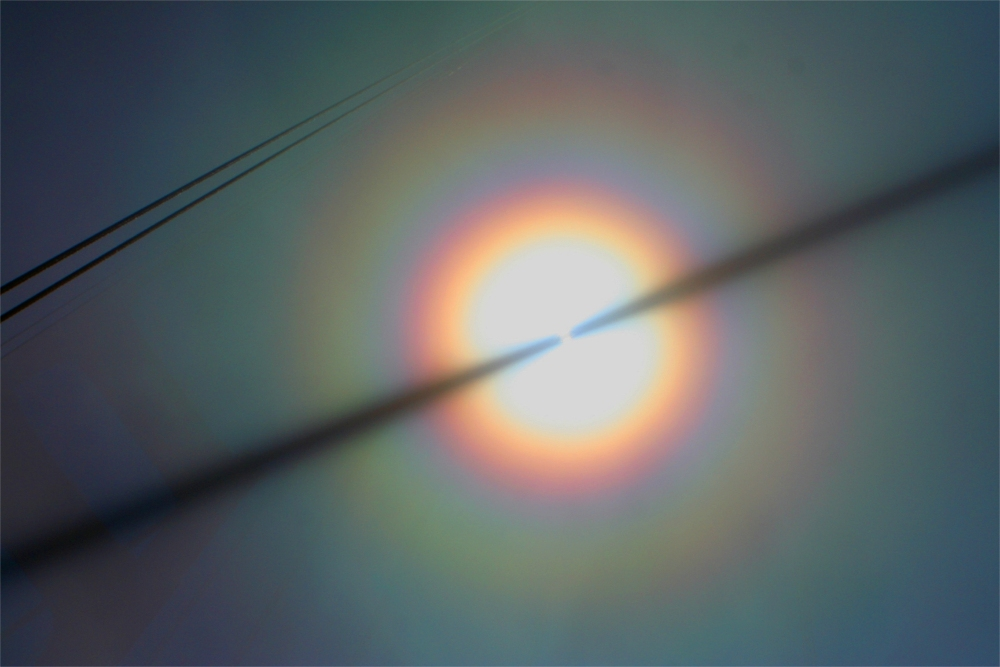
En krans kring solen vid Golden Gate-bron.

En krans, eller korona, är ett ljusfenomen som uppstår genom diffraktion av ljuset från solen eller månen med hjälp av moln- eller dimdroppar. Kransen består av ett antal koncentriska ringar runt himlakroppen och en central starkt lysande aureola. Ringarnas storlek beror på molndropparnas diameter; större molndroppar ger mindre krans. I en krans är de yttre ringarna röda och de inre blåa men för en halo är det tvärt om. Kransar är ett av få kvantmekaniska fenomen som går att skåda med blotta ögat.